# 马尔文电车调度站
马尔文电车调度站是一个位于墨尔本郊区的电车调度站。该站是由雅拉电车公司运营的墨尔本电车网络中的八个电车站之一。

## 历史
在经历了普拉罕与马尔文电车基金会的建设之后，马尔文区电车调度站于1910年5月30日正式开放。   1920年3月1日，该基金会被出售给墨尔本大都会电车委员会，马尔电车调度站的归属权也随之转移。 1930 年，调度站进行了一次扩建，在科德博路 (Coldblo Road) 的另一半建造了第二个有轨电车停车棚。 
当维多利亚州的公共交通集团于1999年8月被改为私有化时，马尔文电车调度站也成为了私有化新公司的一部分。  2004年4月，墨尔本的整个电车网络改组后成立了现在的雅拉电车公司 。2005年1月，将调度站原本的两个场棚一分为二的科德博路被封闭，并在铺设了两条额外的轨道后成为了调度站的一部分。

## 成为保护建筑
该调度站的建筑物已经被列入维多利亚州遗产名录。  

## 布局
马尔文电车调度站的院子有17条轨道，其中14条在两个棚屋内，另外3条露天轨道则在曾经的科德博路上。整个电车站有若干个单向和双向出口。 

## 机车库存
截至2019年12月，该调度站共下辖93辆电车，包括38辆D级电车和55辆Z级电车。 

## 电车线路
以下路线由马尔文电车调度站运营：
- 5路电车：墨尔本大学到马尔文[12]
- 6路电车：科堡到格伦伊里斯（英语：Glen Iris, Victoria）（与布伦瑞克调度站（英语：Brunswick tram depot）共管）[13]
- 16路电车 : 墨尔本大学到基尤[14]
- 72路电车 : 墨尔本大学到坎伯韦尔[15]